# Semiotica strutturale
La semiotica strutturale è una disciplina che studia i segni, essa si è sviluppata grazie alla linguistica per spiegare la produzione delle immagini nel romanzo, nella poesia, è una famiglia di studi che riconosce in Ferdinand de Saussure e in Louis Hjelmslev i suoi primi fondatori. L'evoluzione della semiotica europea ha seguito lo sviluppo dello Strutturalismo, incrociando temi, metodi e prospettive.
I principali esponenti della semiotica strutturale sono Roland Barthes e Algirdas Greimas.
La semiotica strutturale ha molte fonti di riferimento e diversi ambiti di applicazione. La cosiddetta analisi strutturale del racconto, iniziata da Barthes e sfociata poi nella semiotica generativa di Greimas, in particolare fa riferimento allo studio di Vladimir Propp sulla morfologia della fiaba e, in seguito, all'analisi dei miti da parte di Lévi-Strauss e di Dumézil, conciliando così la linguistica con le teorie narratologiche.
Esistono altri orientamenti importanti nel campo della ricerca della semiotica strutturale. Tra i contributi più importanti spiccano i lavori di Jurii Lotman e della cosiddetta Scuola di Tartu-Mosca.